# Килифарево
Килифарево е малък град в Северна България, област Велико Търново, община Велико Търново.
По данни на ГРАО към 15 юни 2023 г. в града живеят 2308 души по настоящ адрес и 2429 души по постоянен адрес.

## География
Разположен е в Централна Северна България, Търновската предбалканска котловина, в близост до градовете Велико Търново, Дебелец и Дряново.

## История
Килифарево е селище със стара история. Наличието на тракийски могили в околността (с. Големани) и тракийско светилище (местността Дръвята) говорят, че тези земи са обитавани още в дълбока древност. Римляните също са използвали тези старопланински проходи (Еленския през с. Плаково и Хаинбоаз). Имало е римска крепост охраняваща проходите, за което говори местността наречена „Хисаря“ между Килифарево и Плаково.
Селището вероятно съществува и по времето на Първото българско царство, но за това писмени паметници няма.
По време на Второто българско царство, Килифарево е селище с особен статут. Тук в местността „Градът“ е била разположена една от крепостите на Асеневци, контролираща старопланинския проход „Хаинбоаз“. Тук цар Иван Александър предоставя на Теодосий Търновски една от крепостите охраняващи прохода и същият основава школа (университет), която е известна като „Школата на Теодосий Търновски“. При падане на България под турско владичество крепостта-манастир е обсадена, превзета и опожарена. Впоследствие на това място е възникнал сегашният Килифаревски манастир чиито настоящи сгради Колю Фичето строи в 1840 – 41 г.
През Османския период селото запазва функцията си на охраняващо прохода „Хаинбоаз“. То е спадало към т. нар. Дервенджийски общини и е имало статут на привилегировано. Според ферман издаден от Селим II (1566 – 1574 г.) село Килифарево със своите махали съставлява вакъф, средствата от който са определени за изграждане и поддържане на гробницата на султан Селим в Цариград.

## Население
Численост
Численост на населението според преброяванията през годините:
| \| Година на преброяване \| Численост \| \| --------------------- \| --------- \| \| 1934 \| 3143 \| \| 1946 \| 3144 \| \| 1956 \| 2507 \| \| 1965 \| 2616 \| \| 1975 \| 2853 \| \| 1985 \| 2981 \| \| 1992 \| 2840 \| \| 2001 \| 2556 \| \| 2011 \| 2256 \| \| 2021 \| 1761 \| |           |
| Година на преброяване | Численост |
| 1934 | 3143      |
| 1946 | 3144      |
| 1956 | 2507      |
| 1965 | 2616      |
| 1975 | 2853      |
| 1985 | 2981      |
| 1992 | 2840      |
| 2001 | 2556      |
| 2011 | 2256      |
| 2021 | 1761      |

Етнически състав
Численост и дял на етническите групи според преброяването на населението през 2011 г.:
|                     | Численост | Дял (в %) |
| Общо                | 2256      | 100.00    |
| Българи             | 1364      | 60.46     |
| Турци               | 552       | 24.46     |
| Цигани              | 20        | 0.88      |
| Други               | 7         | 0.31      |
| Не се самоопределят | 27        | 1.19      |
| Неотговорили        | 286       | 12.67     |

## Култура
- Читалище „Напредък – 1884“, основано през 1884 г.
- Младежки дом

### Театър
- Самодеен театрален колектив към читалище „Напредък“
- Младежка театрална трупа към Младежкия дом

### Музеи
- Историческият музей е разположен в построената през първата половина на ХІХ в. Саралиева къща, до часовниковата кула в центъра на града. Експозицията му има общоисторически характер; в приземния етаж е оформена художествена галерия.[7][8]
- Музейна сбирка „Музей на техниката“, разположена в няколко зали на Младежкия дом.[9]

### Религии
Източно православие. Храмове: „Свети Архангел Михаил“ и „Успение на Пресвета Богородици“
Ислям – около 20% от населението са мосюлмани.

## Редовни събития
Празник на града – последната неделя от август.

## Личности

### Родени в Килифарево
- Велчо Атанасов – Джамджията (1778 – 1835), революционер
- Никола Банджаков (1883 – 1924), антикомунист
- Стефан Боалиев (1892 – 1985), фотограф-художник
- Димитър Бълхов (1902 – 1931), анархист
- Валентин Вълев, скулптор от 20 в.
- Пейо Гаджев (1908), поет, писател и драматург
- Стефан Додунеков (1945 – 2012), математик, академик, председател на БАН
- Марин Касаветов (1915 – 1998), доктор на юридическите науки
- Янко Маринов (1907 – 2001), художник
- Надежда Попова (1906 – 1932), анархистка
- Никола Проданов (1900 – 1985), земеделец, председател на Лозарската кооперация
- Георги Саралиев (1883 – 1925), деец на БКП
- Трифон Саралиев (1888 – 1923), деец на БКП, народен представител от БКП
- Васил Шарков (1883 – 1925), просветен деец и краевед
- Михаил Цонев (1915 – ?), партизанин, генерал-лейтенант

### Починали в Килифарево
- Димитър Бълхов (1902 – 1931), анархист
- Надежда Попова (1906 – 1932), анархистка
- Георги Саралиев (1883 – 1925), деец на БКП

### Свързани с Килифарево
- Стефан Стайков, просветен и културен деятел (директор на училището, създател на театрална трупа, която поставя опери на местна сцена)
- Теодосий Търновски († ок. 1362), основател на Килифаревския манастир

## Други
Остров Килифарево край остров Гринуич, Южни Шетландски острови е наименуван в чест на Килифарево.
В Килифарево е създадена първата кооперативна консервна фабрика в България – „Св. Трифон“.